# 萨瑟塔

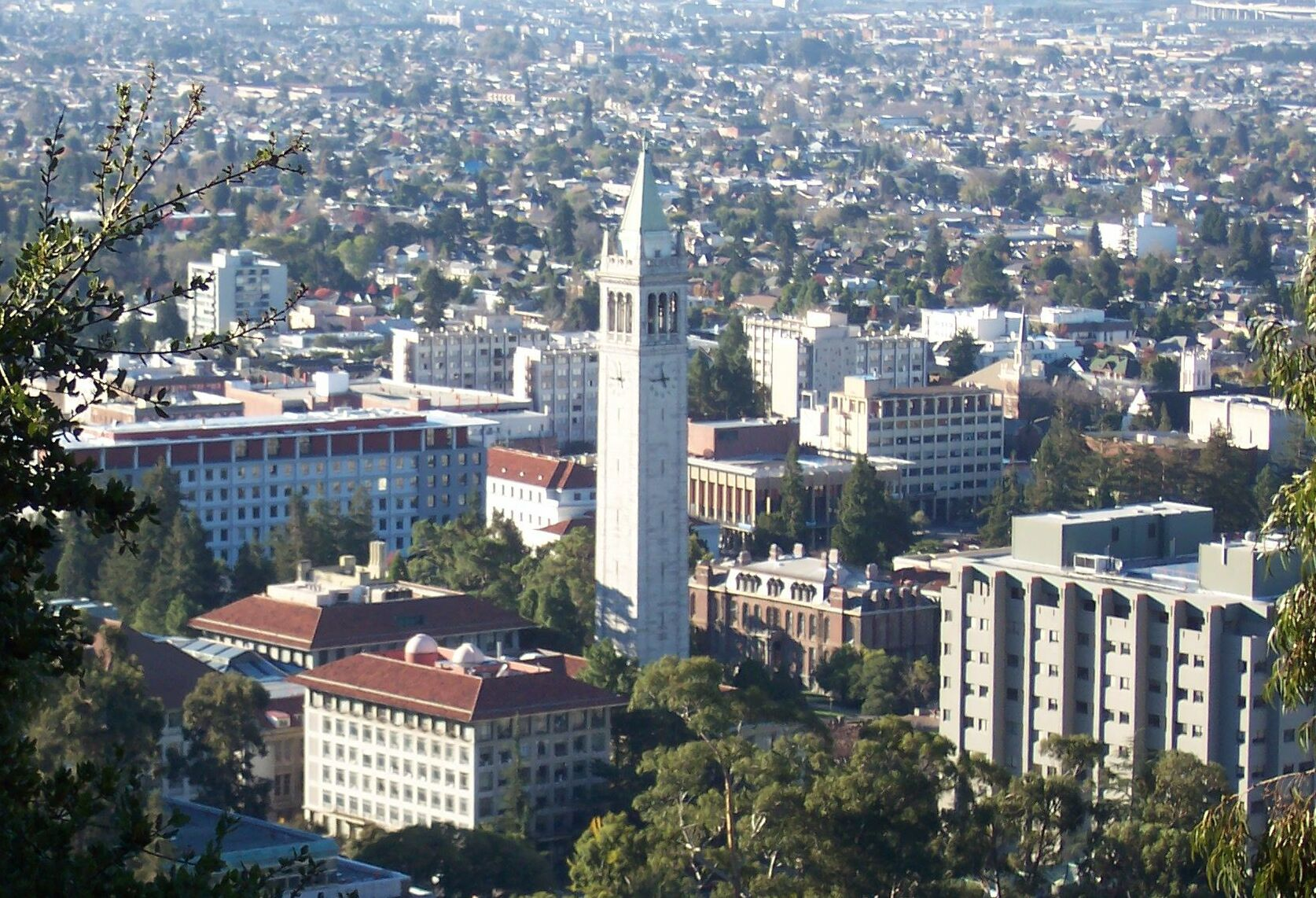
薩瑟塔與柏克萊加州大學校園

薩瑟塔（Sather Tower）是柏克萊加州大學校園內的一座鐘樓，常被稱為“鐘樓”（The Campanile，发音为/kæmpəˈniːle/），類似於威尼斯的聖馬可鐘樓 ，是該校最顯著的標誌。
薩瑟塔完成於1914年，1917年首次向公眾開放。這座塔共有13層，在8樓有觀景台。部分樓層用於存儲化石。高307 英尺（93.6米），是世界第三高的鐘樓。其設計者是柏克萊加州大學校園建築師，該校環境設計學院的創始人約翰·蓋倫·霍華德，在他最初的美術學院派規劃中，該塔標誌著校園的次要軸，鐘樓成為校園的地標。
2009年8月，薩瑟塔進行了修復，周圍出現起重機，標誌性尖頂上出現腳手架。

## 类似的建筑
智利康塞普西翁大学有一座与此类似的钟楼。另一座相似的大学钟楼是英国伯明翰大学的约瑟夫·钱柏林钟塔，系模仿锡耶纳的曼吉亚塔楼。

## 脚注
1. ↑  . National Register of Historic Places. National Park Service. 2006-03-15. （原始内容存档于2007-10-02）.
2. ↑  Public Affairs. . UCBerkeley News. 7 August 2009  [2014-05-01]. （原始内容存档于2016-06-24） （英语）.
3. ↑  Stephens, W.B., , , London: Oxford University Press: 43–57, 1964  [2010-03-02], （原始内容存档于2014-09-10）